# Abidos
Pour l’article ayant un titre homophone, voir Abydos.
Abidos [abidɔs] est une commune française, située dans le département des Pyrénées-Atlantiques en région Nouvelle-Aquitaine.

## Géographie

### Localisation
La commune d'Abidos se trouve dans le département des Pyrénées-Atlantiques, en région Nouvelle-Aquitaine.
Elle se situe à 26 km par la route de Pau, préfecture du département, et à 4 km de Mourenx, bureau centralisateur du canton du Cœur de Béarn dont dépend la commune depuis 2015 pour les élections départementales.
La commune fait en outre partie du bassin de vie de Mourenx.
Les communes les plus proches sont :
Os-Marsillon (1,3 km), Lacq (1,6 km), Lagor (2,4 km), Mourenx (2,6 km), Noguères (3,8 km), Artix (4,2 km), Mont (4,6 km), Pardies (4,7 km).

### Communes limitrophes
Les communes limitrophes sont Lagor, Lacq, Mont, Os-Marsillon et Lacq (d).

### Hydrographie

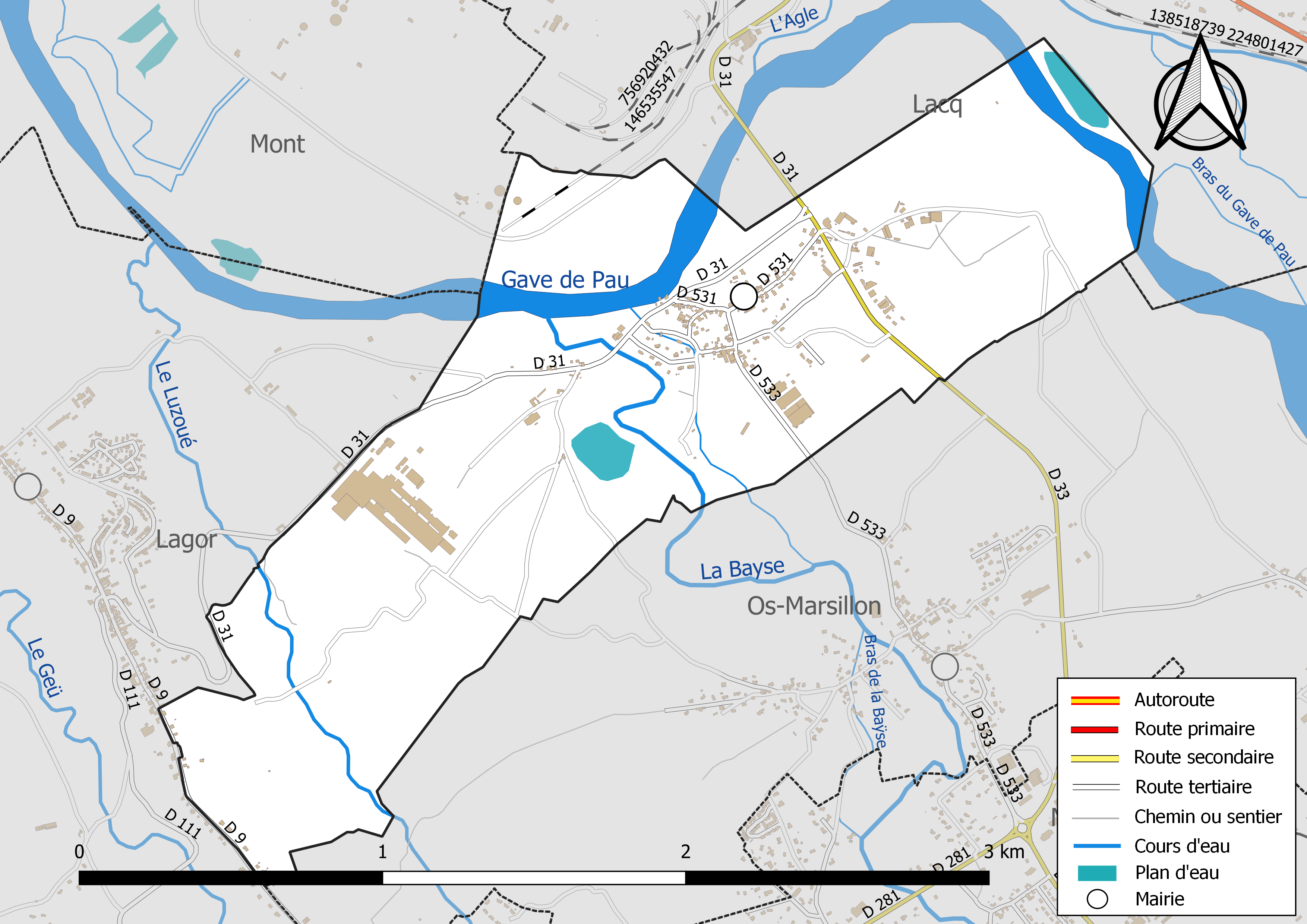
Réseaux hydrographique et routier d'Abidos.

La commune est drainée par le gave de Pau, la Baïse de Lasseube, le Luzoué, un bras du gave de Pau, et par deux petits cours d'eau, constituant un réseau hydrographique de 4,65 km de longueur totale.
Le gave de Pau, d'une longueur totale de 192,8 km, prend sa source dans la commune de Gavarnie-Gèdre et s'écoule du sud-est vers le nord-ouest. Il traverse la commune dans sa partie nord et se jette dans l'Adour à Saint-Laurent-de-Gosse, après avoir traversé 88 communes.
La Baïse de Lasseube, d'une longueur totale de 40,6 km, prend sa source dans la commune de Ganet s'écoule du sud-est vers le nord-ouest, traverse la commune dans sa partie centrale où elle se jette dans le gave de Pau, après avoir traversé 14 communes.
Le Luzoué, d'une longueur totale de 19,7 km, prend sa source dans la commune de Monein et s'écoule du sud vers le nord. Il traverse la commune dans sa partie sud-ouest et se jette dans le gave de Pau à Mont, commune limitrophe d'Abidos, après avoir traversé 9 communes.

### Climat
Pour des articles plus généraux, voir Climat de la Nouvelle-Aquitaine et Climat des Pyrénées-Atlantiques.
Historiquement, la commune est exposée à un climat montagnard.
En 2020, Météo-France publie une typologie des climats de la France métropolitaine dans laquelle la commune est exposée à un climat de montagne et est dans la région climatique Pyrénées atlantiques, caractérisée par une pluviométrie élevée (>1 200 mm/an) en toutes saisons, des hiver très doux (7,5 °C en plaine) et des vents faibles.
Pour la période 1971-2000, la température annuelle moyenne est de 13,5 °C, avec une amplitude thermique annuelle de 14,1 °C. Le cumul annuel moyen de précipitations est de 1 211 mm, avec 11,4 jours de précipitations en janvier et 8,1 jours en juillet. Pour la période 1991-2020, la température moyenne annuelle observée sur la station météorologique la plus proche, située sur la commune de Monein à 9 km à vol d'oiseau, est de 14,2 °C et le cumul annuel moyen de précipitations est de 1 228,6 mm,. Pour l'avenir, les paramètres climatiques de la commune estimés pour 2050 selon différents scénarios d’émission de gaz à effet de serre sont consultables sur un site dédié publié par Météo-France en novembre 2022.

### Milieux naturels et biodiversité

#### Réseau Natura 2000
Le réseau Natura 2000 est un réseau écologique européen de sites naturels d'intérêt écologique élaboré à partir des Directives « Habitats » et « Oiseaux », constitué de zones spéciales de conservation (ZSC) et de zones de protection spéciale (ZPS).
Un site Natura 2000 a été défini sur la commune au titre de la « directive Habitats », :
- le « gave de Pau », d'une superficie de 8 194 ha, un vaste réseau hydrographique avec un système de saligues[Note 4] encore vivace[18].

et un  au titre de la « directive Oiseaux », :
- le « barrage d'Artix et saligue du gave de Pau », d'une superficie de 3 360 ha, une vaste zone allongée bordant les saligues du gave[Note 4], et incluant des terres agricoles et urbaines en amont d'un barrage[19].

#### Zones naturelles d'intérêt écologique, faunistique et floristique
L’inventaire des zones naturelles d'intérêt écologique, faunistique et floristique (ZNIEFF) a pour objectif de réaliser une couverture des zones les plus intéressantes sur le plan écologique, essentiellement dans la perspective d’améliorer la connaissance du patrimoine naturel national et de fournir aux différents décideurs un outil d’aide à la prise en compte de l’environnement dans l’aménagement du territoire.
Une ZNIEFF de type 2,, :
le « réseau hydrographique du gave de Pau et ses annexes hydrauliques » (3 000,84 ha), couvrant 71 communes dont 10 dans les Landes, 59 dans les Pyrénées-Atlantiques et 2 dans les Hautes-Pyrénées.

## Urbanisme

### Typologie
Au 1er janvier 2024, Abidos est catégorisée commune rurale à habitat dispersé, selon la nouvelle grille communale de densité à sept niveaux définie par l'Insee en 2022.
Elle est située hors unité urbaine. Par ailleurs la commune fait partie de l'aire d'attraction de Pau, dont elle est une commune de la couronne,. Cette aire, qui regroupe 227 communes, est catégorisée dans les aires de 200 000 à moins de 700 000 habitants,.

### Occupation des sols

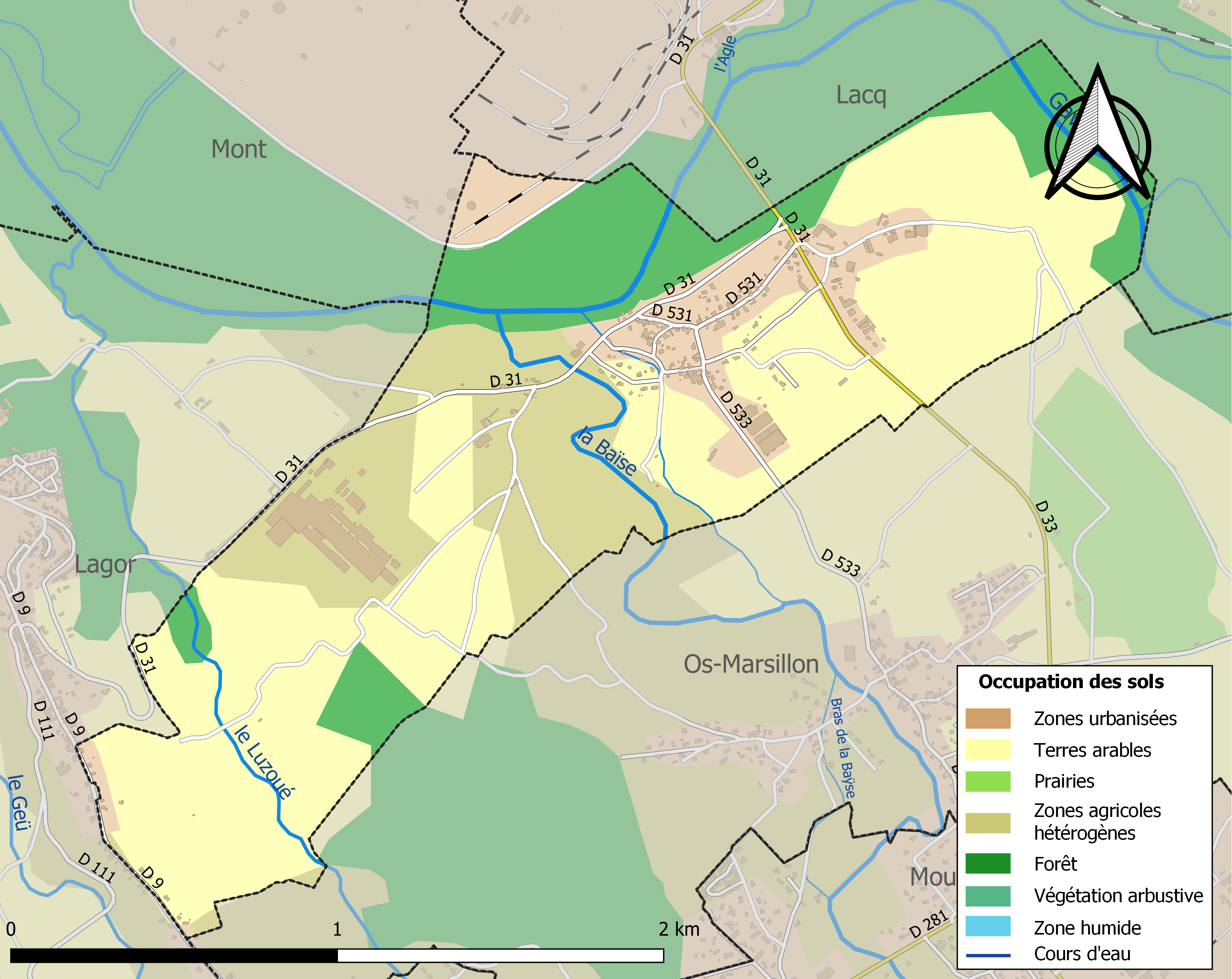
Carte des infrastructures et de l'occupation des sols de la commune en 2018 (CLC).

L'occupation des sols de la commune, telle qu'elle ressort de la base de données européenne d’occupation biophysique des sols Corine Land Cover (CLC), est marquée par l'importance des territoires agricoles (71,1 % en 2018), une proportion identique à celle de 1990 (71,1 %). La répartition détaillée en 2018 est la suivante :
terres arables (49,9 %), zones agricoles hétérogènes (21,2 %), forêts (17,1 %), zones urbanisées (9,8 %), zones industrielles ou commerciales et réseaux de communication (2 %). L'évolution de l’occupation des sols de la commune et de ses infrastructures peut être observée sur les différentes représentations cartographiques du territoire : la carte de Cassini (XVIIIe siècle), la carte d'état-major (1820-1866) et les cartes ou photos aériennes de l'IGN pour la période actuelle (1950 à aujourd'hui).

### Lieux-dits et hameaux
- Lacariou
- Bastia[26]
- Bernacheyre[26]
- Chalosse[26]
- Joanlong[26]
- Plaisance[26]
- Us[26]
- Bergerou

### Voies de communication et transports
La commune est desservie par les routes départementales D 9, D 31, D 33, D 531 et D 533.

### Risques majeurs
Le territoire de la commune d'Abidos est vulnérable à différents aléas naturels : météorologiques (tempête, orage, neige, grand froid, canicule ou sécheresse), inondations et séisme (sismicité modérée). Il est également exposé à deux risques technologiques, le transport de matières dangereuses et le risque industriel, et à un risque particulier : le risque de radon. Un site publié par le BRGM permet d'évaluer simplement et rapidement les risques d'un bien localisé soit par son adresse soit par le numéro de sa parcelle.

#### Risques naturels
La commune fait partie du territoire à risques importants d'inondation (TRI) de Pau, regroupant 34 communes concernées par un risque de débordement du gave de Pau, un des 18 TRI qui ont été arrêtés fin 2012 sur le bassin Adour-Garonne. Les événements antérieurs à 2014 les plus significatifs sont les crues de 1800, crue la plus importante enregistrée à Orthez (H = 15,42 m au pont d'Orthez), du 23 juin 1875, exceptionnelle par son ampleur géographique, des 27 et 28 octobre 1937, la plus grosse crue enregistrée à Lourdes depuis 1875, du 3 février 1952, du 27 janvier 1972 (10,46 m à Orthez pour Q = 725 m3/s), du 28 novembre 1974, du 1er juin 1978 (3,40 m à Rieulhès pour Q = 504 m3/s) et du 19 juin 2013. Des cartes des surfaces inondables ont été établies pour trois scénarios : fréquent (crue de temps de retour de 10 ans à 30 ans), moyen (temps de retour de 100 ans à 300 ans) et extrême (temps de retour de l'ordre de 1 000 ans, qui met en défaut tout système de protection). La commune a été reconnue en état de catastrophe naturelle au titre des dommages causés par les inondations et coulées de boue survenues en 1982, 1983, 2008, 2009, 2013 et 2018,.

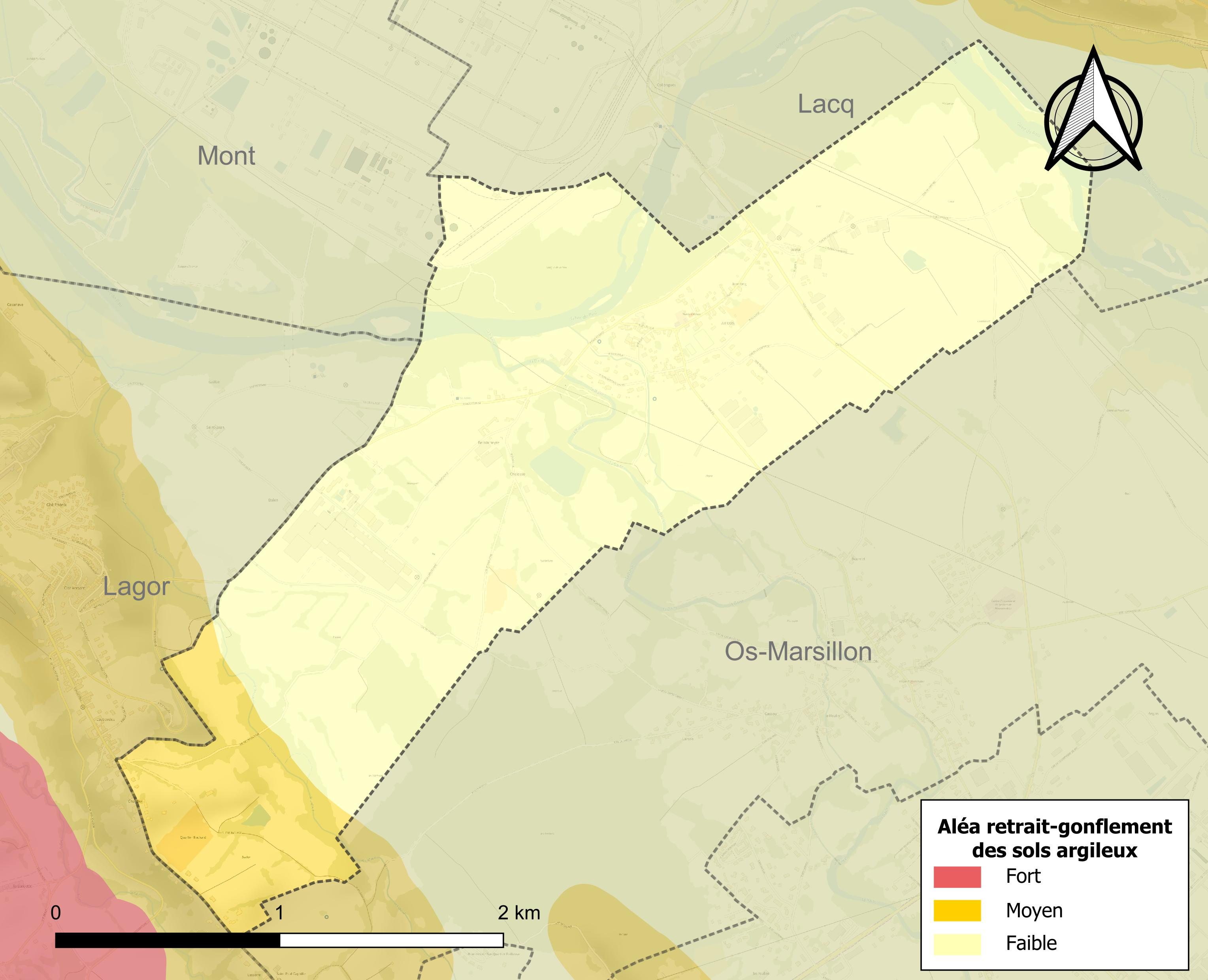
Carte des zones d'aléa retrait-gonflement des sols argileux d'Abidos.

Le retrait-gonflement des sols argileux est susceptible d'engendrer des dommages importants aux bâtiments en cas d’alternance de périodes de sécheresse et de pluie. 11,9 % de la superficie communale est en aléa moyen ou fort (59 % au niveau départemental et 48,5 % au niveau national). Depuis le 1er octobre 2020, en application de la loi ELAN, différentes contraintes s'imposent aux vendeurs, maîtres d'ouvrages ou constructeurs de biens situés dans une zone classée en aléa moyen ou fort,.

#### Risque technologique
La commune est exposée au risque industriel, car elle est dans le périmètre du plan de prévention des risques technologiques (PPRT) de la plateforme industrielle de Lacq-Mont approuvé le 6 mai 2014, hébergeant des entreprises soumises à la directive européenne SEVESO classées seuil haut,,.

#### Risque particulier
Dans plusieurs parties du territoire national, le radon, accumulé dans certains logements ou autres locaux, peut constituer une source significative d’exposition de la population aux rayonnements ionisants. Selon la classification de 2018, la commune d'Abidos est classée en zone 2, à savoir zone à potentiel radon faible mais sur lesquelles des facteurs géologiques particuliers peuvent faciliter le transfert du radon vers les bâtiments.

## Toponymie
Le toponyme Abidos apparaît sous les formes
Avitos (XIe siècle, d'après Pierre de Marca et vers 1100, cartulaire de l'abbaye de Lucq),
Avitoss (vers 1100, cartulaire de l'abbaye de Lucq-de-Béarn),
Avezos (vers 1100, cartulaire de l'abbaye de Lucq-de-Béarn), Bidos (XIe – XIVe siècle, Anciens Fors), Avidoos (XIIIe siècle, fors de Béarn), Sent-Sadarnii d'Abidos (1344, notaires de Pardies),
Bidos et Bydos (1548 pour ces deux formes, réformation de Béarn) et
Abidos (XVIIIe siècle, carte de Cassini).
Le toponyme, basé sur l’anthroponyme latin Avitus augmenté du suffixe aquitain -os, signifie « domaine d'Avitus ».
Son nom béarnais est Avidòs ou Abidos.

## Histoire
Paul Raymond note qu'en 1385, Abidos comptait dix-huit feux et dépendait du bailliage de Lagor et Pardies.
Abidos possédait un château avec un port attenant pour la traversée du gave de Pau

## Politique et administration

### Liste des maires
| Période | Période  | Identité               | Étiquette | Qualité                              |
| ------- | -------- | ---------------------- | --------- | ------------------------------------ |
| ?       | 1942     | M. Baqué               |           | Révoqué par le Gouvernement de Vichy |
|         |          |                        |           |                                      |
| 1968    | 2008     | Léon Guilhamélou-Sempé | UMP       | Agriculteur                          |
| 2008    | En cours | Jean-Claude Mirassou   |           |                                      |

### Intercommunalité
Abidos fait partie de six structures intercommunales :
- la communauté de communes de Lacq-Orthez ;
- le SIVU pour l'aménagement et la gestion des cours d'eau du bassin des Baïses ;
- le syndicat d'énergie des Pyrénées-Atlantiques ;
- le syndicat intercommunal d’eau et d'assainissement Gave et Baïse ;
- le syndicat intercommunal de défense contre les inondations du gave de Pau ;
- le syndicat intercommunal de regroupement pédagogique des communes d'Os-Marsillon et Abidos.

### Tendances politiques et résultats
Lors des élections européennes de 2019, le taux de participation d’Abidos est supérieur à la moyenne (52,24% contre 50,12% au niveau national). La liste du Rassemblement national arrive en tête avec 25,51% des suffrages exprimés, contre 23,31% au niveau national. La liste de La République en Marche obtient 15,31% des voix, contre 22,31% au niveau national. La liste d’Europe-Écologie-Les Verts réalise un score de 13,27% des votes, contre 13,48% au niveau national. La liste de La France Insoumise fait un score de 12,24% des suffrages, contre 6,31% au niveau national. La liste du Parti Socialiste obtient 9,18% des voix, contre 6,13% au niveau national. La liste des Républicains obtient 7,14%, contre 8,48% au niveau national. Les autres listes obtiennent des scores inférieurs à 5%.
Le résultat de l'élection présidentielle de 2012 dans cette commune est le suivant :
| Candidat       | Candidat                    | Premier tour | Premier tour | Second tour | Second tour |
| Candidat       | Candidat                    | Voix         | %            | Voix        | %           |
| -------------- | --------------------------- | ------------ | ------------ | ----------- | ----------- |
|                | Eva Joly (EÉLV)             | 5            | 3,18         |             |             |
|                | Marine Le Pen (FN)          | 21           | 13,38        |             |             |
|                | Nicolas Sarkozy (UMP)       | 20           | 12,74        | 49          | 33,11       |
|                | Jean-Luc Mélenchon (FG)     | 17           | 10,83        |             |             |
|                | Philippe Poutou (NPA)       | 4            | 2,55         |             |             |
|                | Nathalie Arthaud (LO)       | 1            | 0,64         |             |             |
|                | Jacques Cheminade (SP)      | 3            | 1,91         |             |             |
|                | François Bayrou (MoDem)     | 26           | 16,56        |             |             |
|                | Nicolas Dupont-Aignan (DLR) | 6            | 3,82         |             |             |
|                | François Hollande (PS)      | 54           | 34,39        | 99          | 66,89       |
|                |                             |              |              |             |             |
| Inscrits       | Inscrits                    | 180          | 100,00       | 180         | 100,00      |
| Abstentions    | Abstentions                 | 22           | 12,22        | 19          | 10,56       |
| Votants        | Votants                     | 158          | 87,78        | 161         | 89,44       |
| Blancs et nuls | Blancs et nuls              | 1            | 0,63         | 13          | 8,07        |
| Exprimés       | Exprimés                    | 157          | 99,37        | 148         | 91,93       |

Le résultat de l'élection présidentielle de 2017 dans cette commune est le suivant :
| Candidat    | Candidat                    | Premier tour | Premier tour | Deuxième tour | Deuxième tour |  |
| Candidat    | Candidat                    | %            | Voix         | %             | Voix          |  |
| ----------- | --------------------------- | ------------ | ------------ | ------------- | ------------- |  |
|             | Nicolas Dupont-Aignan (DLF) | 7,27         | 12           |               |               |  |
|             | Marine Le Pen (FN)          | 14,55        | 24           | 32,06         | 42            |  |
|             | Emmanuel Macron (EM)        | 19,39        | 32           | 67,94         | 89            |  |
|             | Benoît Hamon (PS)           | 8,48         | 14           |               |               |  |
|             | Nathalie Arthaud (LO)       | 1,82         | 3            |               |               |  |
|             | Philippe Poutou (NPA)       | 3,64         | 6            |               |               |  |
|             | Jacques Cheminade (SP)      | 0,00         | 0            |               |               |  |
|             | Jean Lassalle (RES)         | 10,30        | 17           |               |               |  |
|             | Jean-Luc Mélenchon (LFI)    | 27,27        | 45           |               |               |  |
|             | François Asselineau (UPR)   | 0,61         | 1            |               |               |  |
|             | François Fillon (LR)        | 6,67         | 11           |               |               |  |
|             |                             |              |              |               |               |  |
| Inscrits    | Inscrits                    | 201          | 100,00       | 201           | 100,00        |  |
| Abstentions | Abstentions                 | 33           | 16,42        | 45            | 22,39         |  |
| Votants     | Votants                     | 168          | 83,58        | 156           | 77,61         |  |
| Blancs      | Blancs                      | 3            | 1,79         | 18            | 11,54         |  |
| Nuls        | Nuls                        | 0            | 0,00         | 7             | 4,49          |  |
| Exprimés    | Exprimés                    | 165          | 98,21        | 131           | 83,97         |  |

## Population et société

### Démographie
L'évolution du nombre d'habitants est connue à travers les recensements de la population effectués dans la commune depuis 1793. Pour les communes de moins de 10 000 habitants, une enquête de recensement portant sur toute la population est réalisée tous les cinq ans, les populations de référence des années intermédiaires étant quant à elles estimées par interpolation ou extrapolation. Pour la commune, le premier recensement exhaustif entrant dans le cadre du nouveau dispositif a été réalisé en 2008.

En 2022, la commune comptait 215 habitants, en évolution de −7,33 % par rapport à 2016 (Pyrénées-Atlantiques : +3,78 %, France hors Mayotte : +2,11 %).
| 1793 | 1800 | 1806 | 1821 | 1831 | 1836 | 1841 | 1846 | 1851 |
| ---- | ---- | ---- | ---- | ---- | ---- | ---- | ---- | ---- |
| 225  | 230  | 203  | 241  | 238  | 229  | 207  | 222  | 222  |

| 1856 | 1861 | 1866 | 1872 | 1876 | 1881 | 1886 | 1891 | 1896 |
| ---- | ---- | ---- | ---- | ---- | ---- | ---- | ---- | ---- |
| 237  | 216  | 227  | 208  | 229  | 204  | 212  | 182  | 186  |

| 1901 | 1906 | 1911 | 1921 | 1926 | 1931 | 1936 | 1946 | 1954 |
| ---- | ---- | ---- | ---- | ---- | ---- | ---- | ---- | ---- |
| 184  | 190  | 183  | 170  | 162  | 149  | 149  | 109  | 147  |

| 1962 | 1968 | 1975 | 1982 | 1990 | 1999 | 2006 | 2008 | 2013 |
| ---- | ---- | ---- | ---- | ---- | ---- | ---- | ---- | ---- |
| 255  | 226  | 184  | 187  | 188  | 200  | 226  | 233  | 232  |

| 2018 | 2022 | - | - | - | - | - | - | - |
| ---- | ---- | - | - | - | - | - | - | - |
| 220  | 215  | - | - | - | - | - | - | - |

### Enseignement
La commune dispose d'un groupe scolaire comprenant deux classes de niveau primaire, un restaurant scolaire et une bibliothèque.

### Sports et équipements sportifs
La commune possède un terrain de sports au centre du village comprenant des terrains de football, basket, volley-ball et tennis, une salle des sports équipée pour le basket, le tennis, le volley-ball et la pelote basque, et enfin un skate-park pour BMX au bord de la Baïse (détruit en 2018).

## Économie
Le classement 2006 de l'Insee, indiquant le revenu fiscal médian par ménage, pour chaque commune de plus de 50 ménages (30 687 communes parmi les 36 681 communes recensées), classe Abidos au rang 10 338, pour un revenu de 17 174 €.

## Culture locale et patrimoine

### Lieux et monuments
- Une église ancienne chapelle du château d'Abidos.
- Église Saint-Saturnin d'Abidos. L'église est dédiée à saint Saturnin de Toulouse.

### Patrimoine environnemental
Un arboretum créé par la communauté de communes de Lacq et la société Abengoa BioEnergie France, est situé derrière la salle des fêtes du village.
On trouve également à Abidos, un moulin avec son canal. Le chemin de la Naöu désigne un embarcadère du bac sur le gave de Pau.

### Personnalités liées à la commune
- Raoul Vergez, né à Abidos le 3 août 1908 et décédé à Senlis (Oise) le 7 juillet 1977, est un compagnon charpentier, écrivain et journaliste français. Connu sous le nom de Béarnais, l'ami du Tour de France, il a laissé une trace importante dans l'ouvrage des Compagnons en France. Il rapporte des États-Unis lors d'un voyage en 1952, les techniques du voile mince, du nid d'abeille et du lamellé-collé[réf. nécessaire].

### Héraldique
| Blason | Blasonnement : D'azur à l'orfraie huppée d'argent, becquée et membrée de gueules, perchée sur un os de mort aussi d'argent posé en fasce. |

## Pour approfondir